# IHeartRadio Music Awards 2018
Gli iHeartRadio Music Awards 2018 si sono tenuti l'11 marzo 2018 (12 marzo in Italia) al Forum di Inglewood, in California. L'elenco delle nomination ai vari premi è stato annunciato e reso pubblico il 10 gennaio 2018. DJ Khaled e Hailey Baldwin hanno presentato la cerimonia.

## Esibizioni
Qui di seguito l'elenco delle esibizioni
| Artista                   | Canzone                                                |
| ------------------------- | ------------------------------------------------------ |
| Cardi B G-Eazy            | Bartier Cardi MotorSport No Limit Finesse Bodak Yellow |
| Ed Sheeran                | Perfect                                                |
| Camila Cabello Young Thug | Havana                                                 |
| Maroon 5                  | Wait                                                   |
| Eminem Kehlani            | Nowhere Fast                                           |
| Bon Jovi                  | It's My Life You Give Love a Bad Name                  |
| Charlie Puth              | How Long                                               |
| NERD                      | Lemon                                                  |

## Vincitori
- Canzone dell'anno: Ed Sheeran – Shape Of You[5]
- Artista femminile dell'anno: Taylor Swift
- Artista maschile dell'anno: Ed Sheeran
- Miglior nuovo artista: Cardi B
- Miglior duo/gruppo dell'anno: Maroon 5
- Miglior tournée: U2
- Album dell'anno: Ed Sheeran – ÷
- Miglior nuovo artista pop: Niall Horan
- Artista alternative rock dell'anno: Imagine Dragons
- Canzone alternative rock dell'anno: Portugal. The Man – Feel It Still
- Album alternative rock dell'anno: Imagine Dragons – Evolve[6]
- Canzone rock dell'anno: Run
- Album rock dell'anno: Linkin Park – One More Light[7]
- Artista rock dell'anno: Metallica
- Miglior nuovo artista rock/alternative rock: Judah & the Lion
- Canzone country dell'anno: Sam Hunt – Body like a Back Road
- Album country dell'anno: Chris Stapleton – From A Room: Volume 1[8]
- Artista country dell'anno: Thomas Rhett
- Miglior nuovo artista country: Luke Combs
- Canzone dance dell'anno: Zedd e Alessia Cara – Stay
- Album dance dell'anno: The Chainsmokers – Memories...Do Not Open
- Artista dance dell'anno: The Chainsomkers
- Canzone hip hop dell'anno: DJ Khaled feat. Rihanna, Bryson Tiller – Wild Thoughts
- Album hip hop dell'anno: Kendrick Lamar –Damn
- Artista hip hop dell'anno: Kendrick Lamar
- Miglior nuovo artista hip hop: Cardi B
- Canzone R&B dell'anno: That's What I Like
- Album R&B dell'anno: Khalid – American Teen[9]
- Artista R&B dell'anno: Bruno Mars
- Miglior nuovo artista R&B: Khalid
- Artista latino dell'anno: Luis Fonsi
- Miglior nuovo artista latino: Ozuna
- Canzone latina dell'anno: Luis Fonsi –Despacito
- Album latino dell'anno: Shakira – El Dorado[10]
- Miglior collaborazione: The Chainsmokers e Coldplay – Something Just like This